# Polytrichum novae-hollandiae
Polytrichum novae-hollandiae är en bladmossart som beskrevs av Georg Friedrich von Jaeger 1875. Polytrichum novae-hollandiae ingår i släktet björnmossor, och familjen Polytrichaceae. Inga underarter finns listade i Catalogue of Life.